# Hull Paragon Interchange
Hull Paragon Interchange – węzeł transportowy w Kingston upon Hull, w hrabstwie East Riding of Yorkshire, w Anglii, w Wielkiej Brytanii, otwarty we wrześniu 2007. Łączy funkcje dworca kolejowego i autobusowego, które dawniej były odrębne. Wszystkie są teraz pod jednym dachem, dzięki czemu pasażerowie mogą przesiadać się między peronami i autobusami bez obawy o warunki atmosferyczne.

## Kolej
Dworzec kolejowy był historycznie nazywany "Hull Paragon", a lokalnie jako "Paragon Station", ale przydomek "Paragon" został usunięty z oficjalnej nazwy na wiele lat i rozkłady kolejowe mówiły po prostu o stacji "Hull". Obecnie jest obsługiwany przez First TransPennine Express, który świadczy usługi wraz z Northern Rail, First Hull Trains i East Coast.
Stacja została wykorzystana jako miejsce w filmie Jak w zegarku z Johnem Cleese.  
W okresie od kwietnia 2021 do marca 2022 z usług stacji skorzystało 1 993 364 pasażerów.

## Dworzec autobusowy
Pierwszy dworzec autobusowy, który tylko częściowo był zakryty, używany był do podziału Hull Transport Corporation (później KHCT), działających w granicach miasta i East Yorkshire Motor Services (EYMS), łączący wszystkie części dawnego East Riding. EYMS nadal jest głównym operatorem autobusowym na trasach w East Yorkshire, ale trasy miejskie i kilka pozpozamiejskich, są obecnie prowadzone przez Stagecoach w Hull. Inne, mniejsze podmioty obejmują Alpha Bus and Coach oraz CT Plus.